# Институт философии РАН
Федеральное государственное бюджетное учреждение науки Институт философии Российской академии наук (сокращённо Институт философии РАН) — центральное научно-исследовательское учреждение России, в котором ведётся научная работа по основным направлениям и актуальным проблемам современного философского знания.

## История
В 1918 году была создана Социалистическая академия, впоследствии реорганизованная и с 1924 года носившая название Коммунистическая академия (Комакадемия) (организация размещалась в здании бывшей усадьбы Голицыных на Волхонке)
4 марта 1921 года при факультете общественных наук МГУ создан Институт научной философии: институт учрежден в марте, первое заседание состоялось в сентябре 1921 года (руководитель с осени 1921 до весны 1923 года — Г. Г. Шпет)
15 мая 1924 года Институт научной философии переподчинен и вошёл в состав созданной Российской Ассоциации научно-исследовательских институтов по общественным наукам (РАНИОН)
В 1927 году при Коммунистической Академии открыта Философская секция. 23 ноября 1928 года произошло фактическое объединение возглавляемых A. M. Дебориным философской секции Коммунистической Академии и Института научной философии.
12 апреля 1929 года постановлением Президиума ЦИК Союза ССР № 90 о слиянии секции и института создан самостоятельный Институт философии Коммунистической академии, который возглавил A. M. Деборин; при этом в системе РАНИОН продолжал действовать Институт научной философии, которому предписывалось исполнение учебной функции — подготовки научных кадров (аспирантов). 19 сентября 1929 года в связи с реорганизацией системы РАНИОН Институт научной философии РАНИОН был ликвидирован
В 1936 году проведена реформа и объединение Комакадемии и Академии наук СССР (АН СССР): ликвидация Комакадемии как самостоятельной организации и её поглощение структурами АН СССР; вхождение Института философии в систему Академии наук СССР: на базе Института философии Комакадемии был создан Институт философии АН СССР. В 1930-е годы Институт философии был превращён из исследовательского учреждения в идеологическое. Характеризуя его облик в советские годы, А. С. Арсеньев писал: «с начала 1953 года я стал сотрудником Института философии АН СССР и воочию увидел культурный, теоретический и нравственный уровень людей, возглавляющих советскую философию. В их руках (и в руках карьеристов помельче, несть им числа) „марксизм-ленинизм“ стал своеобразным „Молотом ведьм“, которым сокрушали все подряд: биологию, генетику, психологию, кибернетику, всех инакомыслящих, а также просто мешающих собственной карьере (и, — хочется продолжить по М. Е. Салтыкову-Щедрину: „всех тех, кто унылым видом своим смущает благонамеренность обывателей“). Ложь, невежество, хамство, цинизм с помощью „марксизма-ленинизма“ маскировались под принципиальность, преданность делу, и тому подобные добродетели».
Зимой 1941 года Институт философии был эвакуирован в Алма-Ату, в Москве оставались несколько сотрудников.
С 1947 года институтом издаётся журнал «Вопросы философии».
30 сентября 1955 года в составе института по постановлению Президиума АН № 492 был создан сектор психологии, на основе которого впоследствии был учреждён Институт психологии АН СССР в 1971 году.
С 1960-х годов институтом издаётся книжная серия «Философское наследие», позднее — серия «Памятники философской мысли» (с 1978) и «Историко-философский ежегодник» (с 1986).
С конца 1991 года учреждение входит в систему Российской академии наук. В 2000—2001 годах под грифом Института была издана четырёхтомная «Новая философская энциклопедия» (2-е изд., 2010). На базе Института действуют факультеты философии и политологии ГАУГН.
Осенью 2009 года в новостях появилась информация о выселении Института философии из здания на Волхонке (Усадьба Голицыных в Знаменском переулке). Переезд связан с тем, что юридически здание принадлежит ГМИИ им. А. С. Пушкина, который намерен расширить свои выставочные площади за счёт Института философии (Музейный городок). Однако коллектив Института философии во главе с А. А. Гусейновым выразил несогласие с этим. 23 июня 2009 года были разосланы письма на имя президента и премьер-министра РФ. Директор музея И. А. Антонова прокомментировала, что руководство Института философии ведет «себя излишне нервно, понятно, что они не хотят уезжать из центра Москвы» и что в результате расширения «ГМИИ имени Пушкина будет музеем XXI века». 25 сентября 2015 года коллектив Института философии РАН покинул здание на Волхонке, а с 1 октября 2015 года институт начал работу в новом здании по адресу ул. Гончарная, д. 12, стр. 1.

## Структура

### Администрация института
- Научно-образовательный центр
- Отдел подготовки рукописей к изданию
- Научно-организационный отдел
- Отдел научной коммуникации и популяризации науки
- Отдел кадров
- Бухгалтерия
- Отдел информационных технологий
- Канцелярия

### Научные подразделения
В 2020 году в Институте философии РАН работало свыше 250 научных сотрудников. Научные подразделения, входящие в структуру Института, перечислены ниже: 
- Отдел онтологии, теории познания и логики
  - Сектор теории познания
  - Сектор логики
  - Сектор социальной эпистемологии
  - Сектор философских проблем творчества
  - Сектор методологии междисциплинарных исследований человека
- Отдел философии науки и техники
  - Cектор философии естественных наук
  - Сектор философских проблем социальных и гуманитарных наук
  - Сектор междисциплинарных проблем научно-технического развития
  - Сектор гуманитарных экспертиз и биоэтики
- Отдел социальной и политической философии
  - Сектор социальной философии
  - Сектор философских проблем политики
  - Сектор истории политической философии
  - Сектор философии российской истории
  - Сектор философии культуры
  - Центр изучения социокультурных изменений
- Отдел философской антропологии
  - Сектор этики
  - Сектор эстетики
  - Сектор философии религии
  - Сектор истории антропологических учений
  - Сектор аналитической антропологии
- Отдел истории философии
  - Сектор истории русской философии
  - Сектор античной и средневековой философии и науки
  - Сектор истории западной философии
  - Сектор современной западной философии
  - Сектор восточных философий
  - Сектор философии исламского мира

### Журналы
Журналы Института (учредитель и издатель: ИФ РАН)
- Вопросы философии
- Философский журнал
- Epistemology & Philosophy of Science
- Философия науки и техники
- Логические исследования
- Этическая мысль
- История философии
- Философия религии: аналитические исследования
- Историко-философский ежегодник
- Философская антропология
- Проблемы цивилизационного развития
- Отечественная философия

Журналы Института (соучредитель: ИФ РАН)
- Человек

## Директора
| Годы                      | Директор                                                            |
| ------------------------- | ------------------------------------------------------------------- |
| 1921, сентябрь—1923, март | Г. Г. Шпет                                                          |
| 1923, март—1924           | В. И. Невский (фактический руководитель — замдиректора Я. А. Берман |
| 1924, осень—1931          | акад. А. М. Деборин                                                 |
| 1931—1938                 | акад. В. В. Адоратский                                              |
| 1939—1944                 | акад. П. Ф. Юдин                                                    |
| 1944—1946                 | д.филос.н. В. И. Светлов                                            |
| 1946—1947                 | д.филос.н. Г. С. Васецкий                                           |
| 1947—1954                 | акад. Г. Ф. Александров                                             |
| 1955—1962                 | акад. П. Н. Федосеев                                                |
| 1962—1967                 | акад. Ф. В. Константинов                                            |
| 1968—1971                 | член-корр. АН СССР П. В. Копнин                                     |
| 1971—1973                 | д.филос.н. Ф. Т. Архипцев (и. о.)                                   |
| 1973—1974                 | акад. Б. М. Кедров                                                  |
| 1974—1983                 | д.филос.н. Б. С. Украинцев                                          |
| 1983—1985                 | акад. Г. Л. Смирнов                                                 |
| 1986—1988                 | член-корр. РАН Н. И. Лапин                                          |
| 1988—2006                 | акад. В. С. Стёпин                                                  |
| 2006—2015                 | акад. А. А. Гусейнов                                                |
| 2015—2021                 | акад. А. В. Смирнов                                                 |
| 2021                      | к.филос.н. А. В. Черняев (и. о.)                                    |
| с 2021                    | акад. А. А. Гусейнов (и. о.)                                        |

## Некоторые известные сотрудники

### Ныне работающие
- Апресян, Рубен Грантович
- Вдовина, Галина Владимировна
- Гусейнов, Абдусалам Абдулкеримович, академик РАН (в прошлом директор ИФ, ныне и.о.)
- Дубровский, Давид Израилевич
- Касавин, Илья Теодорович, член-корреспондент РАН
- Лекторский, Владислав Александрович, академик РАН
- Лисеев, Игорь Константинович
- Смирнов, Андрей Вадимович, академик РАН (в прошлом директор ИФ)

### Работавшие в прежние годы
- Батищев, Генрих Степанович (1932—1990)
- Белецкий, Зиновий Яковлевич (1901—1969)
- Бибихин, Владимир Вениаминович (1938 — 2004)
- Гайденко, Пиама Павловна (1934—2021)
- Зиновьев, Александр Александрович (1922—2006)
- Ильенков, Эвальд Васильевич (1924—1979)
- Иовчук, Михаил Трифонович (1908—1990)
- Келле, Владислав Жанович (1920—2010)
- Межуев, Вадим Михайлович (1933—2019)
- Михайлов, Феликс Трофимович (1930—2006)
- Модржинская Елена Дмитриевна (1910—1982)
- Мотрошилова, Нелли Васильевна (1934—2021)
- Ойзерман, Теодор Ильич (1914—2017)
- Синеокая, Юлия Вадимовна (род. 1969)
- Тюхтин, Виктор Степанович (1923—1988)
- Хевеши Мария Акошевна (1928—2005)
- Хоружий, Сергей Сергеевич (1941—2020)
- Юдин, Борис Григорьевич (1943—2017)